# Senna uniflora
Senna uniflora là một loài thực vật có hoa trong họ Đậu. Loài này được (Mill.) H.S.Irwin & Barneby miêu tả khoa học đầu tiên.